# Joseph Doob
Joseph Doob   (Cincinnati, 27 de febrer de 1910 - Urbana, 7 de juny de 2004) va ser un matemàtic i estadístic estatunidenc.
Doob, educat a Nova York on vivia la família, va iniciar els seus estudis de física a la universitat Harvard el 1926, però aviat es va inclinar per les matemàtiques i va acabar obtenint el doctorat el 1932, amb només vint-i-dos anys, amb una tesi de càlcul dirigida per Joseph Walsh. Després va fer anys de recerca a la Universitat de Colúmbia amb una beca Carnegie,, en la qual va canviar el seu camp d'estudi per la teoria de la probabilitat sota la influència de Harold Hotelling. El 1935 va ser nomenat professor de la universitat d'Illinois a Urbana-Champaign on va romandre fins a la seva jubilació el 1978, excepte uns anys durant la Segona Guerra Mundial en els quals va treballar per la Marina dels Estats Units d'Amèrica.
Doob és recordat pel seu llibre Stochastic Processes, publicat el 1953 i reeditat i traduït nombroses vegades que, no solament es va convertir en un clàssic en la matèria, sinó que, a més, va ser la primera exposició completa de la teoria de les martingales: dels processos estocàstics en els quals, en un determinat moment, la millor expectativa condicional del seu valor futur és el valor present. El 1984, després d'haver-se retirat, va publicar un nou llibre que també va ser molt influent: Classical Potential Theory and Its Probabilistic Counterpart en el qual insistia en l'anàlisi dels processos de Markov.